# Belief und Plausibilität
Belief (deutsch: Glaubhaftigkeit) und Plausibilität (engl.: plausibility) sind Grundbegriffe in Glenn Shafers Evidenztheorie. Die Evidenztheorie modelliert Ungewissheit, die nicht nur (wie in der Wahrscheinlichkeitstheorie) vom Zufall, sondern auch von unvollständigem Wissen herrührt. Sie wird angewendet z. B. in der Künstlichen Intelligenz, insbesondere bei der Konstruktion wissensbasierter Systeme (knowledge based systems), bei der Wissensrepräsentation (knowledge representation), bei Wissenszusammenfassung (knowledge aggregation) und Wissensvermehrung (knowledge propagation).

## Einführende Beschreibung
Sei {\displaystyle U=\{u_{1},u_{2},\dots ,u_{n}\}} ein endliches Universum. Beispielsweise sind die {\displaystyle u_{i}} mögliche Antworten auf ein Problem. Es ist gewiss, dass eine Antwort zutrifft, aber es ist ungewiss, welche das ist. Man unterscheidet folgende Fälle:
- totale Evidenz: Man hat maximales Wissen in dem Sinne, dass alle Wahrscheinlichkeiten für das Eintreten der {\displaystyle u_{i}} bekannt sind, d. h. die Wahrscheinlichkeitsverteilung über {\displaystyle U} ist eindeutig bestimmt. Die Ungewissheit hängt nur vom Zufall ab.
- partielle Evidenz: Man hat nur unvollständiges Wissen über die Wahrscheinlichkeitsverteilung über {\displaystyle U} und kann daher für ein Ereignis {\displaystyle A\subset U} nur Schranken für die Wahrscheinlichkeit angeben. Die untere Schranke ist auf alle Fälle glaubhaft als mögliche Wahrscheinlichkeit und heißt daher „Belief“, die obere Schranke für die mögliche Wahrscheinlichkeit ist immer noch plausibel und heißt daher Plausibilität. Die Ungewissheit hängt jetzt nicht nur vom Zufall ab, sondern auch vom fehlenden Wissen.
- totale Ignoranz: Man hat kein Wissen über {\displaystyle U}. Von den Wahrscheinlichkeiten für {\displaystyle A\subset U} kann man nur sagen, dass sie zwischen Null und Eins liegen, d. h. es liegt totale Ungewissheit vor.

### Beispiel
Es sind Zigaretten gestohlen worden. Die Diebe können nur Peter, Paul oder Egon sein, also {\displaystyle U=\{{\text{Peter}},{\text{Paul}},{\text{Egon}}\}}. Folgender Wissensstand liegt vor: Jeder könnte allein den Diebstahl begangen haben, und zwar mit den Wahrscheinlichkeiten
{\displaystyle P({\text{Peter}})=0{,}1;\quad P({\text{Paul}})=0{,}2;\quad P({\text{Egon}})=0{,}3}.
Meist aber stehlen Peter und Paul gemeinsam, selten gehen alle drei auf Tour, d. h. die noch fehlende Wahrscheinlichkeit von {\displaystyle 0{,}4} teilt sich z. B. in
{\displaystyle P({\text{Peter}},{\text{Paul}})=0{,}3;\quad P({\text{Peter}},{\text{Paul}},{\text{Egon}})=P(U)=0{,}1}.
Daraus kann man die Schranken für die Wahrscheinlichkeit {\displaystyle \operatorname {Prob} } der Täterschaften ausrechnen:
{\displaystyle 0{,}1\leq \operatorname {Prob} ({\text{Peter}})\leq 0{,}5;\quad 0{,}2\leq \operatorname {Prob} ({\text{Paul}})\leq 0{,}6;\quad 0{,}3\leq \operatorname {Prob} ({\text{Egon}})\leq 0{,}4}.

## Formale Beschreibung von Belief und Plausibilität
Sei {\displaystyle {\mathcal {P}}(U)} die Potenzmenge von {\displaystyle U}, {\displaystyle P} ein Wahrscheinlichkeitsmaß auf {\displaystyle {\mathcal {P}}(U)} und {\displaystyle F(P):=\{B\in {\mathcal {P}}(U):P(B)>0\}} die Menge aller Teilmengen von {\displaystyle U}, die eine positive Wahrscheinlichkeit (d. h. einen positiven Teil der Evidenz) tragen. Dabei trägt ein {\displaystyle B\in F(P)} nur den Teil der Wahrscheinlichkeit (der Evidenz), die nicht schon von Teilmengen von {\displaystyle B} getragen wird, siehe auch obiges Beispiel. {\displaystyle F(P)} heißt Evidenzkörper (engl. body of evidence). Das Wahrscheinlichkeitsmaß {\displaystyle P} auf {\displaystyle {\mathcal {P}}(U)} wird häufig Evidenz auf {\displaystyle U} genannt. Wenn {\displaystyle F(P)=\{\{u_{1}\},\{u_{2}\},\dots ,\{u_{n}\}\}}, dann liegt eine totale Evidenz vor, im Falle {\displaystyle F(P)=\{U\}} hat man die totale Ignoranz. Belief und Plausibilität sind nun definiert durch
{\displaystyle \operatorname {Bel} (A)=\sum _{B\in F(P):B\subseteq A}P(B);\quad \quad \operatorname {Pl} (A)=1-\operatorname {Bel} ({\overline {A}})=\sum _{B\in F(P):B\cap A\neq \emptyset }P(B);\quad \quad A\in {\mathcal {P}}(U)}.
Es gilt immer {\displaystyle \operatorname {Bel} (A)\leq \operatorname {Pl} (A)}. Für eine totale Evidenz gilt {\displaystyle \operatorname {Bel} (A)=\operatorname {Pl} (A)=\operatorname {Prob} (A)} und für eine totale Ignoranz hat man {\displaystyle \operatorname {Bel} (A)=0;\quad \operatorname {Pl} (A)=1}. {\displaystyle \operatorname {Bel} } ist eine normierte vollständig monotone Kapazität, {\displaystyle \operatorname {Pl} } ist eine normierte vollständig alternierende Kapazität.

### Beispiel (fortgesetzt)
Es ergeben sich mit {\displaystyle F(P)=\{{\text{Peter}},{\text{Paul}},{\text{Egon}},\{{\text{Peter,Paul}}\},U\}}  folgende Werte:
|               | Peter | Paul | Egon | Peter oder Paul | Peter oder Egon | Paul oder Egon |
| ------------- | ----- | ---- | ---- | --------------- | --------------- | -------------- |
| Belief        | 0,1   | 0,2  | 0,3  | 0,6             | 0,4             | 0,5            |
| Plausibilität | 0,5   | 0,6  | 0,4  | 0,7             | 0,8             | 0,9            |

Die Wahrscheinlichkeit {\displaystyle \operatorname {Prob} }, dass Peter der Dieb ist, liegt also zwischen {\displaystyle 0{,}1} und {\displaystyle 0{,}5}, die Wahrscheinlichkeit, dass es Peter oder Paul sind, liegt zwischen {\displaystyle 0{,}6} und {\displaystyle 0{,}7} usw.

## Dempsters Kombinationsregel
Dempsters Kombinationsregel (engl. Dempster rule of combination) ist ein wesentliches Werkzeug der Evidenztheorie. Mit dieser Regel können verschiedene Evidenzen zu einer neuen Evidenz zusammengefasst werden.
Seien {\displaystyle P_{1},P_{2}} zwei verschiedene Evidenzen auf demselben {\displaystyle U} und {\displaystyle F(P_{1}),F(P_{2})} ihre Evidenzkörper. Die kombinierte Evidenz {\displaystyle P_{1}\oplus P_{2}} ergibt sich gemäß:
{\displaystyle {\begin{aligned}&P_{1}\oplus P_{2}(A)&&=\sum _{B\in F(P_{1}),C\in F(P_{2}):B\cap C=A}P_{1}(B)\cdot P_{2}(C)/(1-K);\\&K&&=\sum _{B\in F(P_{1}),C\in F(P_{2}):B\cap C=\emptyset }P_{1}(B)\cdot P_{2}(C);\quad A\in {\mathcal {P}}(U).\end{aligned}}}
{\displaystyle P_{1}\oplus P_{2}} berücksichtigt nur die „Konsensteile“ der beiden Evidenzen {\displaystyle P_{1},P_{2}}, d. h. für ein {\displaystyle A\in {\mathcal {P}}(U)} nur die {\displaystyle B\in F(P_{1}),C\in F(P_{2})}, die {\displaystyle A} gemäß {\displaystyle B\cap C=A} „erzeugen“. Alle {\displaystyle B\in F(P_{1}),C\in F(P_{2})} mit {\displaystyle B\cap C=\emptyset } werden nicht berücksichtigt, weil es Evidenzteile sind, die nichts Gemeinsames haben, also miteinander in Konflikt stehen. Die Größe {\displaystyle K} im Nenner heißt daher auch Konflikt der beiden Evidenzen {\displaystyle P_{1},P_{2}}.

### Beispiel (fortgesetzt)
Wir benutzen das Diebstahlbeispiel von oben mit {\displaystyle U=\{{\text{Peter}},{\text{Paul}},{\text{Egon}}\}}. Sei {\displaystyle P_{1}} die Evidenz aus obigem Beispiel und {\displaystyle P_{2}} eine weitere Evidenz, die Egon mit {\displaystyle 0{,}3}, Peter und Paul mit {\displaystyle 0{,}6} und alle zusammen mit {\displaystyle 0{,}1} als Täter sieht. {\displaystyle F(P_{1},F(P_{2}))} mit den entsprechenden Wahrscheinlichkeiten ist in den folgenden beiden Tabellen aufgelistet:
| {\displaystyle F(P_{1})} |      |      |                |                           |  |  | {\displaystyle F(P_{2})} |                |                           |
| ------------------------ | ---- | ---- | -------------- | ------------------------- |  |  | ------------------------ | -------------- | ------------------------- |
| Peter                    | Paul | Egon | Peter und Paul | alle ({\displaystyle =U}) |  |  | Egon                     | Peter und Paul | alle ({\displaystyle =U}) |
| 0,1                      | 0,2  | ´0,3 | 0,3            | 0,1                       |  |  | 0,3                      | 0,6            | 0,1                       |

Berechnen wir erst den Konflikt: Es gibt 4 disjunkte Pärchen zwischen beiden Evidenzen, nämlich (Peter, Egon), (Paul, Egon), (Egon, Peter und Paul) und (Peter und Paul, Egon), d. h. es ergibt sich {\displaystyle K=0{,}1\cdot 0{,}3+0{,}2\cdot 0{,}3+0{,}3\cdot 0{,}6+0{,}3\cdot 0{,}3=0{,}36}. Der Nenner in der Dempster-Regel ist also {\displaystyle 1-K=0{,}64}. Berechnen wir zum Beispiel {\displaystyle P_{1}\oplus P_{2}({\text{Peter}})}. Es ergeben zwei Pärchen als Durchschnitt gerade (Peter), nämlich (Peter, Peter und Paul) und (Peter, alle({\displaystyle =U})), d. h. im Zähler der Regel steht {\displaystyle 0{,}1\cdot 0{,}6+0{,}1\cdot 0{,}1=0{,}07}, also ergibt sich {\displaystyle P_{1}\oplus P_{2}({\text{Peter}})=0{,}07/0{,}64=0{,}109}. Die folgende Tabelle zeigt das Gesamtergebnis:
| {\displaystyle P_{1}\oplus P_{2}} |       |       |                |                           |
| --------------------------------- | ----- | ----- | -------------- | ------------------------- |
| Peter                             | Paul  | Egon  | Peter und Paul | alle ({\displaystyle =U}) |
| 0,109                             | 0,219 | 0,234 | 0,422          | 0,016                     |

### Eigenschaften
- Die totale Ignoranz {\displaystyle I} ist das „Einselement“ der Dempster-Regel, d. h. es gilt: {\displaystyle P\oplus I=P}.
- Eine totale Evidenz {\displaystyle P_{T}} gekoppelt mit einer beliebigen Evidenz {\displaystyle P} ergibt wieder eine totale Evidenz, wobei allerdings {\displaystyle P_{T}\oplus P\neq P_{T}} gilt.
- Seien {\displaystyle P_{1},P_{2}} zwei totale Evidenzen auf {\displaystyle U} mit {\displaystyle P_{1}(\{u_{i}\})=p_{i}^{(1)},\quad P_{2}(\{u_{i}\})=p_{i}^{(2)};\quad u_{i}\in U;\quad i=1,\cdots ,n}. Dann ist {\displaystyle P_{1}\oplus P_{2}} eine totale Evidenz mit den Wahrscheinlichkeiten

{\displaystyle (p_{1}\oplus p_{2})_{i}={\frac {p_{i}^{(1)}\cdot p_{i}^{(2)}}{\sum _{j=1}^{n}p_{j}^{(1)}\cdot p_{j}^{(2)}}};\quad i=1,\cdots ,n}.
Wenn man {\displaystyle P_{1}} als a-priori-Wahrscheinlichkeit interpretiert und {\displaystyle P_{2}} als (aktuelle) Likelihood-Verteilung, dann ist diese Formel identisch mit der bayesschen Formel zur Bestimmung der a-posteriori-Wahrscheinlichkeit.

### Kritik
{\displaystyle P_{1}\oplus P_{2}} „vergisst“ die Konfliktteile zwischen {\displaystyle P_{1}} und {\displaystyle P_{2}}, was insbesondere bei großem {\displaystyle K} häufig gegen jede Intuition verstößt. Sei z. B. {\displaystyle U=\{A,B,C\}}. Die Evidenz {\displaystyle P_{1}} sei gegeben durch {\displaystyle P_{1}(\{A\})=0{,}99;\quad P_{1}(\{C\})=0{,}01} und die Evidenz {\displaystyle P_{2}} durch {\displaystyle P_{2}(\{B\})=0{,}99;\quad P_{2}(\{C\})=0{,}01}. Dann ist {\displaystyle P_{1}\oplus P_{2}} bestimmt durch {\displaystyle P_{1}\oplus P_{2}(\{C\})=1}, d. h. der große Konflikt zwischen {\displaystyle A} und {\displaystyle B} ist vergessen. Wenn {\displaystyle A,B,C} beispielsweise drei Filme sind und {\displaystyle P_{1},P_{2}} die Interessen daran von Paul und Paula beschreiben, dann mag das hingehen, weil man sich auf den Konsensfilm {\displaystyle C} einigt. Wenn aber {\displaystyle A={\text{Gehirntumor}};\quad B={\text{Gehirnhautentzündung}};\quad C={\text{Gehirnerschütterung}}} und {\displaystyle P_{1},P_{2}} die Meinung zweier Ärzte beschreiben, dann ist es völlig kontraintuitiv, dass man sich auf den kleinen Konsensteil {\displaystyle {\text{Gehirnerschütterung}}} zurückzieht.
Dabei muss aber beachtet werden, dass im obigen Beispiel der Arzt {\displaystyle P_{1}} offensichtlich eine totale Evidenz hat, dass es gar keine Gehirnhautentzündung sein kann, denn er räumt dieser Option eine Plausibilität von exakt null zu. Der Arzt {\displaystyle P_{2}} dagegen hat eine totale Evidenz, dass kein Tumor vorhanden ist. Da jeweils für eine der Optionen ein definitiver Beweis vorliegt, dass sie nicht in Frage kommen {\displaystyle ({Pl}(A)={Pl}(B)=0)}, scheint auch intuitiv nachvollziehbarer, dass man sich auf die Resthypothese zurückzieht, der Patient habe eine Gehirnerschütterung, auch wenn keiner der Ärzte das für wahrscheinlich angenommen hat. Pathologisch an diesem Beispiel ist zudem, dass die Ärzte sich zu 100 % sicher sind, sich nicht irren zu können, dennoch aber sehr schlecht schätzen.

## Weiterentwicklungen
Es gibt vielfältige Modifikationen und Weiterentwicklungen, beispielsweise was die exponentielle Komplexität der Dempster-Regel, aber auch die Kritik an der Dempster-Regel betrifft.